# Джо Ан Елджърмисън
Джо Ан Елджърмисън (на английски: Jo Ann Algermissen) е американска писателка на произведения в жанра съвременен и исторически любовен роман. Пише и под псевдонима Ана Хъдсън (на английски: Anna Hudson).

## Биография и творчество
Джо Ан Елджърмисън, с рождено име Джо Ан Хъдсън, е родена на 27 август 1942 г. в Мисури, САЩ. Има двама братя и сестра. Получава бакалавърска степен в колежа Линдънууд в Сейнт Чарлз, Мисури, и магистърска степен от Североизточния държавен университет на Мисури в Кърксвил, Мисури. След дипломирането си работи като възпитател в Хейзлууд, а след това преподава английски език и история в училища в Бастроп и Смитвил, Тексас.
Омъжва за Хенри К. Елджърмисън и имат две деца – Хенри и Джейн.
Първият ѝ роман „Kiss the Tears Away“ (Целуни сълзите) е издаден през 1983 г. под моминското ѝ име.
Авторка е на над 40 любовни романа в периода от 1983 до 1998 г. Три от романите ѝ печелят награда от списание „Romantic Times“.
Джо Ан Елджърмисън умира на 20 ноември 2009 г. в Смитвил, Тексас, САЩ.

## Произведения

### Като Джо Ан Елджърмисън
- Capture the Sun (1984)
- Challenge the Fates (1986)
- Naughty But Nice (1986)
- Serendipity Samantha (1986)
- Hank's Woman (1986)
- Purple Diamonds (1987)
- Couple Diamonds (1987)
- Made in America (1987)
- Lucky Lady (1988)
- Blue Emeralds (1988)
- Butterfly (1989)
- Bedside Manner (1989)
- Paper Stars (1989)
- Sunshine (1990)
- Best Man (1990)
- Golden Bird (1990)
- Would You Marry Me Anyway? (1991)
- Family Friendly (1991)
- Hometown Man (1992)
Момичето от сънищата, изд.: „Арлекин България“, София (1993), прев. Гинка Стоименова
- I Do? (1996) – награда на списание „Romantic Times“
- A Marry-Me Christmas (1996) – награда на списание „Romantic Times“
- Mr. Fix-it (1997)
- A Husband for Christmas (1998) – награда на списание „Romantic Times“

### Като Ана Хъдсън
- Kiss the Tears Away (1983)
- Design for Desire (1983)
- Body and Soul (1984)
- Take My Hand (1984)
- A Prize Catch (1984)
- Honeymoon (1985)
- Fire and Ice (1985)
- Glittering Promises (1985)
- A Whole Lot of Woman (1985)
- Jeweled Skies Shimmering Sands (1986)
- The Perfect Match (1986)
- Rebel Love (1986)
- Tears of Love (1986)
- Fun and Games (1987)
- Denim and Silk (1987)
- Sweet Talkin' Lover (1987)
- Glory (1994)
- Someday (1995)
- Meant to Be (1996)